# Probles brevicornis
Probles brevicornis är en stekelart som beskrevs av Horstmann 1981. Probles brevicornis ingår i släktet Probles och familjen brokparasitsteklar. Inga underarter finns listade i Catalogue of Life.